# Portada/article agost 8

## Las Meninas (Picasso)
Las Meninas és una sèrie de 58 quadres que Pablo Picasso va pintar el 1957 realitzant una anàlisi exhaustiva, reinterpretant i recreant diverses vegades Las Meninas de Diego Velázquez. La suite es conserva íntegrament al Museu Picasso de Barcelona; és l'única sèrie completa de l'artista que perdura junta. Es tracta d'un estudi d'obra molt extens, que consta de 45 interpretacions de l'obra, 9 escenes d'un colomer, 3 paisatges i 1 Retrat de Jacqueline.
El mateix Picasso entenia tota aquesta sèrie com un conjunt, i com a tal la va donar al museu barceloní el maig de 1968, en memòria de Jaume Sabartés, mort el mateix any.